# قوري درق (غرمي)
قوري درق (بالإنجليزية: Quri Daraq, Ardabil)‏ هي منطقة سكنية تقع في قسم انغوت الغربي الريفي في إيران. يقدر عدد سكانها بـ 65 نسمة .